# Saint-Barthélemy (Sekwana i Marna)
Saint-Barthélemy – miejscowość i gmina we Francji, w regionie Île-de-France, w departamencie Sekwana i Marna.
Według danych na rok 1990 gminę zamieszkiwało 327 osób, a gęstość zaludnienia wynosiła 22 osób/km² (wśród 1287 gmin regionu Île-de-France Saint-Barthélemy plasuje się na 910. miejscu pod względem liczby ludności, natomiast pod względem powierzchni na miejscu 171.).